# Песес-Барба, Грегорио
Грего́рио Пе́сес-Ба́рба Марти́нес (исп. Gregorio Peces-Barba Martínez; 13 января 1938, Мадрид, Испания — 24 июля 2012, Овьедо, Испания) — испанский политический деятель, председатель Конгресса депутатов Испании (1982—1986).

## Биография
Окончил юридический факультет Мадридского университета Комплутенсе. В Страсбургском университете получил степень доктора философии в области сравнительного правоведения.
В 1963—1975 годах в качестве адвоката защищал гражданских активистов, преследовавшихся режимом Франко. В 1969 году за свою деятельность он был арестован полицией, получил запрет на ведение юридической практики и выслан на несколько месяцев в городок Санта-Мария-дель-Кампо. Там он совмещал свою работу в качестве адвоката с деятельностью в качестве профессора философии права.
- 1972 году вступил в ряды ИСРП. В 1977 году являлся одним из разработчиков новой испанской Конституции, принятой на референдуме 6 декабря 1978 года.
- 1982—1986 годы — председатель Конгресса депутатов Испании, сосредоточив свои усилия на создании университета имени Карлоса III.
- 1989—2007 годы — президент университета имени Карлоса III.
- 2004—2006 годы — Верховный комиссар по поддержке жертв терроризма при Совете министров Испании. На этой должности в ранге государственного секретаря координировал деятельность различных министерств.